# Perro lobo checoslovaco
El perro lobo checoslovaco (también referido como PLC) es una raza canina relativamente nueva, y cuyo linaje original se remonta a un experimento llevado a cabo en 1955 en Checoslovaquia. Después de comenzar la gestación del linaje de los 48 ejemplares de pastor alemán con cuatro lobos europeos, se elaboró un plan para crear un híbrido que tuviera el temperamento, la mentalidad y la capacidad de entrenamiento del pastor alemán, junto con la fuerza, la constitución física y la resistencia de los lobos. Tienen una apariencia muy similar a los lobos de los Cárpatos.

## Historia
En el año 1955, se realizó un experimento biológico en la antigua Checoslovaquia, cruzando un Pastor alemán con el Lobo de los Cárpatos (Karpatenwolf). El resultado fue lo que hoy conocemos como perro lobo checoslovaco. En el año 1965, al terminar los experimentos, se inició el proyecto de cría de la nueva raza, que debía unificar las características útiles del lobo con las características favorables del perro. En el año 1982, por propuesta de los clubes criadores de la entonces llamada Checoslovaquia, se reconoció al Perro lobo checoslovaco como raza nacional. En 1989 fue reconocido provisionalmente por la FCI, siendo definitivo y de manera oficial en 1999.

## Características
El perro lobo checoslovaco es un perro de fuerte constitución, de tamaño más grande que mediano, con un marco cuadrado. Parecido al lobo en su estructura corporal, en su movimiento, en su pelaje, en el color del pelo y en la máscara. Al igual que el lobo las hembras de esta raza suelen tener únicamente un celo al año. Es un perro extremadamente leal e inteligente.
El perro lobo checoslovaco tiene un peso que va desde los 24kg en las hembras y desde los 26kg en los machos, por lo que es un perro más bien grande.
En cuanto a su temperamento, los perros lobos checoslovacos son generalmente leales, valientes y protectores. Son muy inteligentes, pero también tienen una naturaleza independiente. Debido a su herencia de lobo, pueden mostrar comportamientos más reservados y desconfiados hacia los extraños. Es crucial socializarlos desde una edad temprana y darles un adiestramiento adecuado para asegurar un comportamiento equilibrado.